# Урочище Че-Чкыш

Вид с тропы на водопад Чечкыш

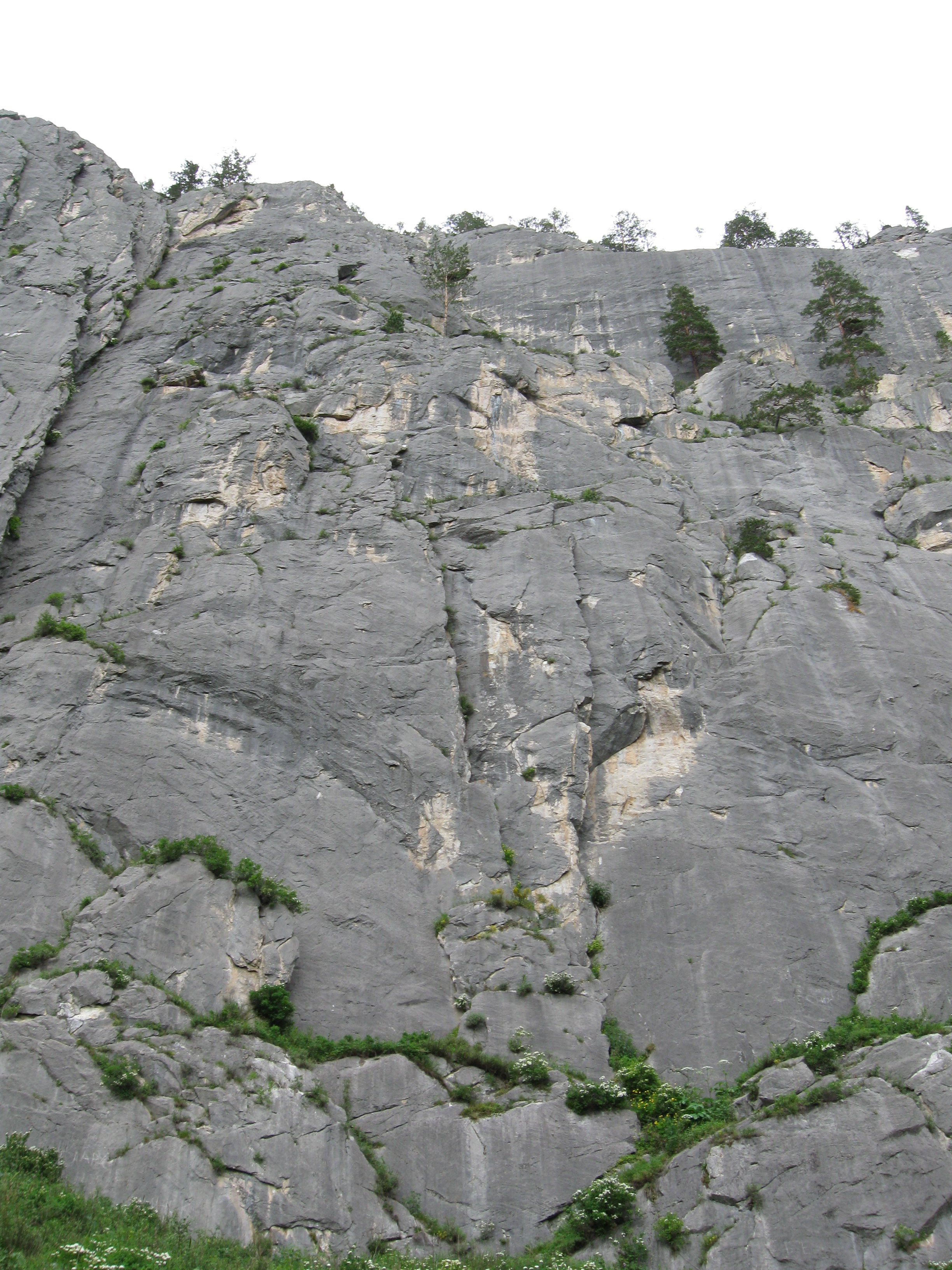
Отвесные скалы в ущелье

Урочище Че-Чкыш — живописное ущелье, расположенное в Чемальском районе Республики Алтай на правом борту долины Катуни, в 10 минутах ходьбы от Чемальского тракта, в 3 км от села Еланда и 17 км от Чемала.

## Описание
Урочище Че-Чкыш представляет собой узкое горное ущелье, по дну которого течёт одноимённый ручей. Склоны ущелья представляют собой отвесные известняковые скалы высотой до 100—150 метров. При этом в некоторых местах ущелье сужается до 15-20 метров. Этим и объясняется его название: в переводе с алтайского языка Чечкыш (чичкеши, чечкши) означает «узенький, тонюсенький».
Доступность и близость к трассе делают это место довольно посещаемым туристами. По сравнительно пологой тропе, идущей параллельно ручью, можно подняться вверх по ущелью. Приблизительно на середине пути тропа разветвляется и можно подняться по левой стороне к обзорной площадке или направо — к небольшому водопаду «Че-Чкыш». Водопад искусственный, сделан руками местных жителей для привлечения туристов. Высота падения воды — 3,6 метра. Река огибает скалу с двух сторон, образуя два потока воды. Практически отвесные скалы, образующие ущелье, позволили провести здесь в своё время соревнования по скалолазанию. В скалах есть глубокие трещины и небольшие гроты. На двух скальных поверхностях, образующих между собой тупой угол, есть петроглифы (наскальные изображения) эпохи бронзового века, средневековья и этнографического времени — всего несколько десятков изображений. Вход в ущелье платный (данные на 2018г.)

## Интересные факты
На многих базах отдыха Чемальского района экскурсия в урочище Чечкыш носит название «Долина горных духов». Ввиду этого появилось устойчивое заблуждение о том, что название Чечкыш переводится с алтайского языка как «Долина горных духов».